# Кенет Рогоф
Кенет Саул Рогоф (на английски: Kenneth Saul Rogoff; р. 22 март 1953) е професор по публична политика и икономика в Харвардския университет и главен икономист на Международния валутен фонд.

## Кариера

### МВФ
Той служи като главен икономист и директор на изследователския департамент на Международния валутен фонд от август 2001 до септември 2003 г.
Рогоф попада под светлината на прожекторите заради диспута му с Джоузеф Стиглиц, бивш вицепрезидент и главен икономист на Световната банка, както и нобелов лауреат за икономика от 2001 г. Диспутът е предизвикан от критика на Стиглиц към МВФ, в отговор на която Рогоф пише отворено писмо за Стиглиц.

## Шахмат
Рогоф е бил изключителен шахматист в края на 70-те години и един от основните шахматисти на САЩ, той получава ранк на национален майстор едва на 14 години.